# Дюба Анатолій Федорович
Анатолій Федорович Дюба (29 серпня 1940, місто Сталіно, тепер Донецьк Донецької області — 16 жовтня 1996, місто Київ) — український радянський діяч вугільної промисловості, державний службовець. Голова Держгіртехнагляду Української РСР, віце-прем'єр-міністр України.

## Біографія
Трудову діяльність розпочав у 1957 році електрослюсарем шахти «Бутівка-Донецька». Закінчив гірничий технікум. Після закінчення технікуму працював кріпильником, гірничим майстром шахти «Бутівка-Донецька» Донецької області. Член КПРС.
У 1968 році, без відриву від виробництва, закінчив Донецький політехнічний інститут, здобув фах гірничого інженера із розробки покладів корисних копалин.
У 1968—1970 роках — заступник начальника дільниці шахти «Бутівка-Донецька» тресту «Куйбишеввугілля» Донецької області. У 1970—1974 роках — помічник начальника дільниці, начальник дільниці, заступник головного інженера, секретар партійного комітету шахти «Бутівка-Донецька» тресту «Куйбишеввугілля».
У 1974—1979 роках — директор шахти «Бутівка-Донецька» виробничого об'єднання «Донецьквугілля» Донецької області. У 1979—1981 роках — технічний директор — головний інженер виробничого об'єднання «Красноармійськвугілля» Донецької області.

Могила Анатолія Дюби, Байкове кладовище

У 1981—1985 роках — начальник головного виробничо-технологічного управління Міністерства вугільної промисловості Української РСР.
У 1985—1986 роках — генеральний директор виробничого об'єднання «Октябрьвугілля» Донецької області.
У 1986 — січні 1987 року — заступник міністра вугільної промисловості Української РСР.
23 січня 1987 — лютий 1993 року — голова Державного Комітету Ради Міністрів Української РСР (України) по нагляду за безпечним веденням робіт у промисловості й гірничому нагляду (Держгіртехнагляд). У лютому 1993 — липні 1994 року — голова Державного Комітету України по нагляду за охороною праці.
6 липня 1994 — 7 липня 1995 року — віце-прем'єр-міністр України з питань паливно-енергетичного комплексу, металургії і хімії.
Помер на 57-му році життя 16 жовтня 1996 року. Похований разом з дружиною на Байковому кладовищі (ділянка № 49а, 50°24′59.19″ пн. ш. 30°30′5.4″ сх. д. / 50.4164417° пн. ш. 30.501500° сх. д.).

## Нагороди та відзнаки
- державний службовець України 1-го рангу (14.04.1994)[5]